# La sera del giorno
La sera del giorno è un romanzo dello scrittore italiano Mario Biondi pubblicato nel 1981.

## Trama
Un giovane della metà degli anni sessanta vive tumultuosamente i mesi seguiti alla laurea rifiutando le responsabilità che essa e la famiglia crede gli assegnino. In una ribellistica fuga da realtà, si rifugia prima in una mitizzata località marina nell'Italia del Sud, in procinto di essere devastata dalla speculazione, e poi nel Sahara dell'Algeria indipendente uscita dalla guerra di liberazione dal colonialismo, pessimisticamente convinto che anche la sua "purezza" rivoluzionaria sia destinata alla devastazione.

## Edizioni
- Mario Biondi, La sera del giorno, Bompiani, 1981,  pp. 172.